# Política de rendas
Política de rendas é um conjunto de medidas visando a redistribuição de renda e justiça social. É um dos instrumentos da política econômica governamental, juntamente com a política fiscal, política monetária e a política cambial. O exercício da política de renda pelo Governo consiste no controle da remuneração dos fatores diretos de produção na economia --- salários, depreciações, lucros, dividendos e preços dos produtos intermediários e finais ---. As políticas de rendas são normalmente usadas durante períodos de aumento da procura, para tentar prevenir o aumento de preços.
São exemplos de políticas de rendas que são ou já foram adotadas no Brasil:
- a política de preços mínimos, que se trata de uma política que visa dar uma garantia de preços ao produtor agrícola, com o propósito de protegê-lo das flutuações do mercado, ou seja, de uma possível queda acentuada dos preços e da renda agrícola.

Se por ocasião da colheita os preços de mercado para aquele determinado produto forem superiores ao preço mínimo, o agricultor vende o seu produto no mercado. Mas se o preço mínimo for superior ao preço do mercado, ficará a cargo do governo determinar se o produtor venderá a produção a ele pelo preço mínimo, ou se o agricultor venderá o seu produto no mercado, ficando a cargo do governo cobrir a diferença de valor apurada entre o valor do produto vendido e o preço mínimo.
O primeiro caso convencionou-se chamar de Política de Compras, enquanto o segundo cuida de hipótese de Política de Subsídios.